# Heinz Music
Heinz Music è una casa discografica italiana creata all'inizio degli anni ottanta da Antonello Venditti tuttora in attività.

## La nascita della società
Come racconta il cantautore nel suo libro L'importante è che tu sia infelice, il nome Heinz nasce da un episodio molto curioso. Venditti si trovava a Milano per stabilire gli ultimi dettagli dell'operazione quando nacque il problema del nome della nuova azienda. Sul tavolino del ristorante c'era una bottiglia di ketchup Heinz. Si decise per Heinz Music. Tutti i dischi di Venditti da Sotto la pioggia in poi sono usciti con questa etichetta, con la produzione affidata ad Alessandro Colombini e la distribuzione Dischi Ricordi che fu poi assorbita dalla multinazionale BMG.
Nel 1999 Venditti vende il 51% della società alla BMG, restando però presidente ed oggi pubblica i suoi dischi con etichetta Heinz Music e distribuzione Sony BMG.
Heinz Music ha prodotto anche giovani artisti: nel 1999 il gruppo Comunicazione Corrotta e nel 2008 anche una band siciliana, i Velut Luna.

## Album prodotti
Alcuni album di Venditti prodotti con questa etichetta:
1. Sotto la pioggia 1982
2. Circo Massimo (dal vivo) 1983
3. Cuore 1984
4. Centocittà 1985
5. Venditti e segreti 1986
6. Troppo forte 1986
7. In questo mondo di ladri 1988
8. Gli anni '80 1990
9. Benvenuti in Paradiso 1991
10. Da San Siro a Samarcanda - L'amore insegna agli uomini (dal vivo) 1992
11. Prendilo tu questo frutto amaro 1995
12. Antonello nel paese delle meraviglie 1997
13. Goodbye Novecento 1999
14. Se l'amore è amore... 2000
15. Circo Massimo 2001 (dal vivo) 2001
16. Il coraggio e l'amore 2002
17. Che fantastica storia è la vita 2003
18. Campus Live (dal vivo) 2004
19. Diamanti 2006
20. Dalla pelle al cuore 2007
21. Le Donne 2009
22. Unica 2011
23. TuttoVenditti 2012
24. Tortuga 2015
25. Tortuga Un giorno in paradiso Stadio Olimpico 2015